# Anti-Defamation League

Logo

Die Anti-Defamation League (ADL; deutsch: Anti-Diffamierungs-Liga) ist eine amerikanische Organisation mit Sitz in New York City, die gegen Diskriminierung und Diffamierung von Juden eintritt. Sie beschreibt sich als Menschenrechtsorganisation, ist Mitglied des American Israel Public Affairs Committee (AIPAC) und wurde 1913 in Chicago von Mitgliedern der Organisation B’nai B’rith (hebräisch: „Söhne des Bundes“) gegründet. Haupttätigkeit der Organisation ist der Kampf gegen den Antisemitismus.

## Gründung
Ausschlaggebend für die Gründung war ein Vorfall im Jahr 1913 im US-Bundesstaat Georgia, bei dem der jüdische Fabrikdirektor Leo Frank gelyncht wurde, weil er Mary Phagan, ein 13 Jahre altes Mädchen, vergewaltigt und ermordet haben soll. Er wurde über 60 Jahre später posthum begnadigt, jedoch nur weil die Behörden ihm damals in der Haft keinen ausreichenden Schutz gewährleistet hatten, ohne auf die Schuldfrage einzugehen.

## Ziele
Neben dem Antisemitismus beansprucht die ADL, alle Formen von Vorurteilen, Bigotterie und Diskriminierung zu bekämpfen. „ADL erkennt, dass ihr anfänglich oberstes Ziel, Antisemitismus zu bekämpfen, nur erfolgreich sein kann, wenn sie sich für den Schutz aller Menschen einsetzt. Menschenrechte sind nicht teilbar.“

## A World of Difference
Das ADL-Büro in Boston entwickelt 1985 aufgrund von ethnischen Spannungen das A World of Difference-Programm. Zentraler Ansatz ist die Zusammenarbeit des Bildungssystems mit Gemeindevertretern und den Medien. Aus diesem Prozess heraus wurde 1992 das A World of Difference Institute gegründet.
1993 wurde das A World of Difference-Programm in Bremen, Rostock und Hamburg eingeführt, mit dem Namen Eine Welt der Vielfalt.

## Europa-Büro in Wien
Seit 1998 ist die Organisation in Europa mit einem Büro in Wien, das von der Ronald S. Lauder Foundation finanziert wird, vertreten.

### Österreich
In Österreich wurde 2001 ein Vertrag zwischen der Organisation und dem Bundesministerium für Inneres unterzeichnet. Das Ziel dieser Kooperation war, Maßnahmen in der Fortbildung zu Gunsten einer vorurteilsfreien Haltung der österreichischen Sicherheitsexekutive zu setzen. 2004 wurde ein zweiter Vertrag unterzeichnet, der den bisherigen bis Ende 2006 verlängerte und die Kooperation ausgeweitet hat. Von 2008 bis 2017 bestand auch eine Zusammenarbeit mit dem Österreichischen Gedenkdienst.

### Deutschland
Auch in Deutschland wollen das Bundesinnenministerium und die Organisation weiterhin „in fester Verbundenheit“ zusammenarbeiten.
Im September 2008 ließ die Organisation verlauten, sie sehe in einem möglichen Allianz-Stadion in New York aufgrund der einstigen Verbindung des Allianz-Konzerns zum Nationalsozialismus „eine Verunglimpfung der Erinnerung an die Holocaust-Opfer“.

## Preisverleihungen
Die Liga vergibt mehrere Preise, vor allem an Politiker.

### Distinguished Statesman Award
Die Organisation verleiht einen Distinguished Statesman Award für besondere Politikverdienste. Preisträger sind unter anderem Ariel Scharon (2002), Silvio Berlusconi (2003) und Aleksander Kwaśniewski (2005).
Die Preisverleihung an Berlusconi sorgte für Proteste, weil dieser kurz zuvor die italienischen Faschisten unter Mussolini verharmlost hatte. Der Vorsitzende der ADL, Abraham Foxman, bezeichnete ihn trotzdem als „Freund“, wenn auch als „Freund mit Fehlern“ („flawed friend“). Foxman begründete die Entscheidung damit, dass die Haltung von Berlusconi gegenüber dem Staat Israel sowie seine Unterstützung für die USA im Krieg gegen den Irak und den Terrorismus wichtig sei und die Haltung von Berlusconi gegenüber der faschistischen Vergangenheit Italiens laut Foxman ein „Ausrutscher“ war.

### Joseph Award for Human Rights
Die ADL vergibt außerdem den Joseph Award for Human Rights an Staatsführer für ihren Einsatz für Freiheit, Demokratie und Menschenrechte.
Preisträger waren unter anderen die israelische Ministerpräsidentin Golda Meir, der jordanische König Hussein, der israelische Ministerpräsident Menachem Begin, der südafrikanische Präsident Frederik Willem de Klerk, der US-Präsident George H. W. Bush (2002) und die deutsche Bundeskanzlerin Angela Merkel (2014).

### Paul Ehrlich-Günter K. Schwerin-Menschenrechtspreis
Die Liga vergab in unregelmäßiger Folge außerdem den Paul Ehrlich-Günther K. Schwerin-Menschenrechtspreis.
Preisträger waren unter anderen Ex-Bundestagspräsidentin Rita Süssmuth (1999), Verteidigungsminister Rudolf Scharping (2000), MdB Gert Weisskirchen (2005), Ex-Innenminister Otto Schily (2006) und Matthias Küntzel (2011).

## Kritik

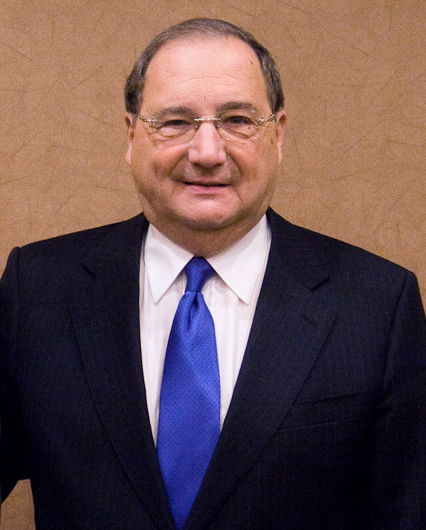
Abraham Foxman, ehemaliger Vorsitzender der Anti-Defamation League

Robert Friedman schrieb 1993, dass die ADL tatsächliche und vermeintliche Kommunisten, Anti-Apartheid-Aktivisten, die NAACP, die ACLU, sandinistische Solidaritätsgruppen, palästinensische und arabische Organisationen und Unterstützer der israelischen Gruppe Schalom Achschaw in den USA bespitzelt und die gewonnenen Daten u. a. an das südafrikanische Apartheid-Regime und den israelischen Geheimdienst weitergegeben habe.
In der zweiten Jahreshälfte 2007 kritisierten einige Juden in den Vereinigten Staaten die Haltung der ADL und ihres Vorsitzenden zum Völkermord an den Armeniern. Die ADL hatte sich gegen eine Resolution des US-Kongresses ausgesprochen, in der das historische Ereignis als Völkermord bezeichnet werden sollte. Einige jüdische Gemeinden in den USA beschlossen deswegen, ihre Verbindungen zur ADL aufzulösen. Im Mai 2016 gab Jonathan Greenblatt, Direktor der ADL, jedoch an, dass die Organisation eine Anerkennung des Völkermords an den Armeniern durch die USA unterstützen werde. Die Ereignisse von 1915 bezeichnete Greenblatt „glasklar“ als Völkermord.
James Traub bezeichnete 2007 die Organisation in Bezug auf die Ausrichtung als Foxmans „Ein-Mann-Sanhedrin, der Tadel oder Absolution erteilt“ und deren Weltbild immer stärker schwarzweiß („gut für die Juden“ und „schlecht für die Juden“) wurde, so dass die Organisation politisch nach rechts gerückt sei.
Norman Finkelstein schrieb der Organisation in seinen früheren Werken eine positive Rolle zu, doch in späteren Büchern warf er der ADL vor, sich an der antikommunistischen Hetze unter McCarthy beteiligt zu haben, in den 1960er Jahren eine Verleumdungskampagne gegen Hannah Arendt und in den 1970er Jahren gegen Noam Chomsky geführt zu haben und in erster Linie nicht Antisemitismus zu bekämpfen, sondern Israel gegen jegliche Kritik zu verteidigen.
Die US-amerikanischen Politologen John J. Mearsheimer und Stephen M. Walt warfen der Organisation vor, dass sie jede Kritik an der israelischen Regierung als antisemitisch verunglimpfe.
Nachdem die ADL ihren Einfluss geltend machte und ein Vortrag des britischen Historikers Tony Judt in New York kurzfristig abgesagt wurde, unterzeichneten mehr als einhundert Personen einen offenen Brief im New York Review of Books, in dem sie der ADL vorwerfen, „ein Klima der Einschüchterung“ zu verbreiten, das „nicht vereinbar mit den Grundprinzipien von Diskussionen in einer Demokratie“ sei.
Im Oktober 2013 veröffentlichte die ADL eine Liste der „zehn antisemitischsten Organisationen der USA“. Auf dieser Liste war auch die Organisation Jewish Voice for Peace. Daraufhin gab es von verschiedenen Seiten Proteste; die Liste wurde aber nicht verändert.
Die ADL war früher kritisch gegenüber Donald Trump gewesen, doch in den letzten Jahren und insbesondere seit dem Anschlag der Hamas auf Israel am 7. Oktober 2023 hat die ADL behauptet, dass antisemitisch Aktivitäten vor allem von der politischen Linken ausgehen; und als die Trump-Regierung im März 2025 der Columbia University Fördermittel und Aufträge in Höhe von 400 Millionen Dollar entzog, twitterte ADL-Chef Greenblatt: »Wir bei der ADL schätzen die Bemühungen der Trump-Regierung, dem Antisemitismus an den Universitäten entgegenzuwirken.« Als die Einwanderungsbehörde ICE begann, pro-palästinensische Aktivisten (darunter Mahmoud Khalil) zu verhaften, lobte die ADL die Regierung für ihre „umfassenden, mutigen Bemühungen“. 2017 hatte sich die ADL noch gegen Trumps berüchtigtes »Moslem-Verbot« (Einreiseverbot für Menschen aus muslimischen Ländern) gewandt; als Trump 2025 ähliche Pläne ankündigte, schwieg die ADL dazu und lobte Trump weiterhin für seinen »Kampf gegen den Antisemitismus«. Die Entscheidung der ADL, andere Minderheitengruppen nicht mehr zu unterstützen, war bewusst und eindeutig; entsprechende Programme wurden eingestellt. Einige Mitarbeiter und Unterstützer der ADL betrachten diesen Schwenk als Verrat an den Grundwerten der Organisation.
Im Januar 2025 zeigte der Milliardär Elon Musk während Trumps zweiter Amtseinführung eine Geste (rechte Hand auf die Brust und dann den rechten Arm mit flacher Hand ausgestreckt), die teils als Hitlergruß interpretiert wurde. Die ADL nahm Musk in Schutz, Musks Geste sei kein Hitlergruß, sondern eine „unbeholfene Geste in einem enthusiastischen Moment“ gewesen. Die demokratische Abgeordnete des Repräsentantenhauses Alexandria Ocasio-Cortez entgegnete, dass „[d]ie Leute [...] aufhören [können], sich an Sie [die ADL] als glaubwürdige Informationsquelle zu wenden“.
Als die Realität der Hungersnot in Gaza im August 2025 zunehmend international anerkannt wurde und nach Angaben von Hilfsorganisatioen mehr als eine halbe Million Menschen vom Hungertod bedroht sind, leugnete die ADL dies im Gleichklang mit der israelischen Regierung und schrieb: »Die internationale Gemeinschaft darf nicht auf die Propaganda der Hamas hereinfallen ... Es gibt keine Hungersnot und keinen Hunger.«

## Belege
1. ↑  Die Geschichte von „Eine Welt der Vielfalt Berlin e. V.“ (Memento vom 29. September 2007 im Internet Archive)
2. ↑  A World of Difference® Institute. Abgerufen am 30. April 2022 (englisch).
3. ↑  Die Kooperation der Anti-Defamation League, Austria mit dem österreichischen Bundesministerium für Inneres
4. ↑  Dienststelle - Anti-Defamation League. In: Österreichischer Auslandsdienst. Verein Österreichischer Auslandsdienst, abgerufen am 4. Juni 2020.
5. ↑  Informationen des (deutschen) Bundesministeriums des Innern/Dezember 2006/Januar 2007, S. 14 (Seite nicht mehr abrufbar, festgestellt im März 2018. Suche in Webarchiven) Zusammenarbeit mit der Anti-Defamation League
6. ↑  Martin Dowideit: Allianz wird in USA mit Nazi-Vergangenheit konfrontiert. In: welt.de. 13. September 2008, abgerufen am 7. Oktober 2018.
7. ↑  Berlusconi To Receive Award From Jewish Group. In: Associated Press. 18. September 2003
8. ↑  ADL Presents German Chancellor Angela Merkel with Joseph Prize for Human Rights. Abgerufen am 13. Juli 2019.
9. ↑  Robert I. Friedman: The Anti-Defamation League Is Spying On You. In: Village Voice. XXXVIII, 19, 11. Mai 1993
10. ↑  Neela Banerjee: Armenian Issue Presents a Dilemma for U.S. Jews. In: New York Times. 19. Oktober 2007.
11. ↑  ADL to recognize massacre of Armenians as ‘genocide’. The Times of Israel, 16. Mai 2016. Abgerufen am 8. Juni 2016.
12. ↑  James Traub: Does Abe Foxman Have an Anti-Anti-Semite Problem? In: The New York Times. 14. Januar 2007
13. ↑  Norman H. Finkelstein: Heeding the Call. Jewish Voices in America's Civil Rights Struggle. Jewish Publication Society, Philadelphia PA 1997, ISBN 0-8276-0590-9, passim; Norman H. Finkelstein: American Jewish History. Jewish Publication Society, Philadelphia PA 2007, ISBN 978-0-8276-0810-8, S. 111; Norman H. Finkelstein: Forged in Freedom. Shaping the Jewish-American Experience. Jewish Publication Society, Philadelphia PA 2002, ISBN 0-8276-0748-2, S. 70ff.
14. ↑  Norman H. Finkelstein: The Holocaust Industry. Reflections on the Exploitation of Jewish Suffering. 2nd edition. Verso, London u. a. 2003, ISBN 1-85984-488-X, S. 15.
15. ↑  Norman H. Finkelstein: The Holocaust Industry. Reflections on the Exploitation of Jewish Suffering. 2nd edition. Verso, London u. a. 2003, ISBN 1-85984-488-X, S. 21.
16. ↑  Norman H. Finkelstein: The Holocaust Industry: Reflections on the Exploitation of Jewish Suffering. 2nd edition. Verso, London u. a. 2003, ISBN 1-85984-488-X, passim.
17. ↑  John J. Mearsheimer & Stephen M. Walt: The Israel Lobby and U.S. Foreign Policy. Farrar, Straus and Giroux, New York 2007, ISBN 978-0-374-17772-0, S. 232.
18. ↑  Mark Lilla & Richard Sennett: The Case of Tony Judt: An Open Letter to the ADL. In: New York Review of Books. 53, 18, 16. November 2006
19. ↑  Telepolis: Jüdische Friedensgruppe im Visier der Israel-Lobby in den USA, abgerufen am 18. Dezember 2014
20. ↑  Noah Shachtman: Inside the Crisis at the Anti-Defamation League. In: New York, 1. August 2025; Lulu Garcia-Navarro: The Head of the A.D.L. on Antisemitism, Anti-Zionism and Free Speech. In: The New York Times, 9. August 2025; After Scathing Exposé, ADL CEO Talks Antisemitism and anti-Zionism With the New York Times. In: Haaretz, 11. August 2025.
21. ↑  Eric Voigt, Konstantin Zimmermann, AFP: USA: Elon Musk weist Kritik an Hitlergruß-ähnlicher Geste zurück. In: Die Zeit. 21. Januar 2025, ISSN 0044-2070 (zeit.de [abgerufen am 22. Januar 2025]).
22. ↑  Noah Shachtman: Inside the Crisis at the Anti-Defamation League. In: New York, 1. August 2025.

Koordinaten: 38° 54′ 14,4″ N, 77° 2′ 26,1″ W